# Fata'ir

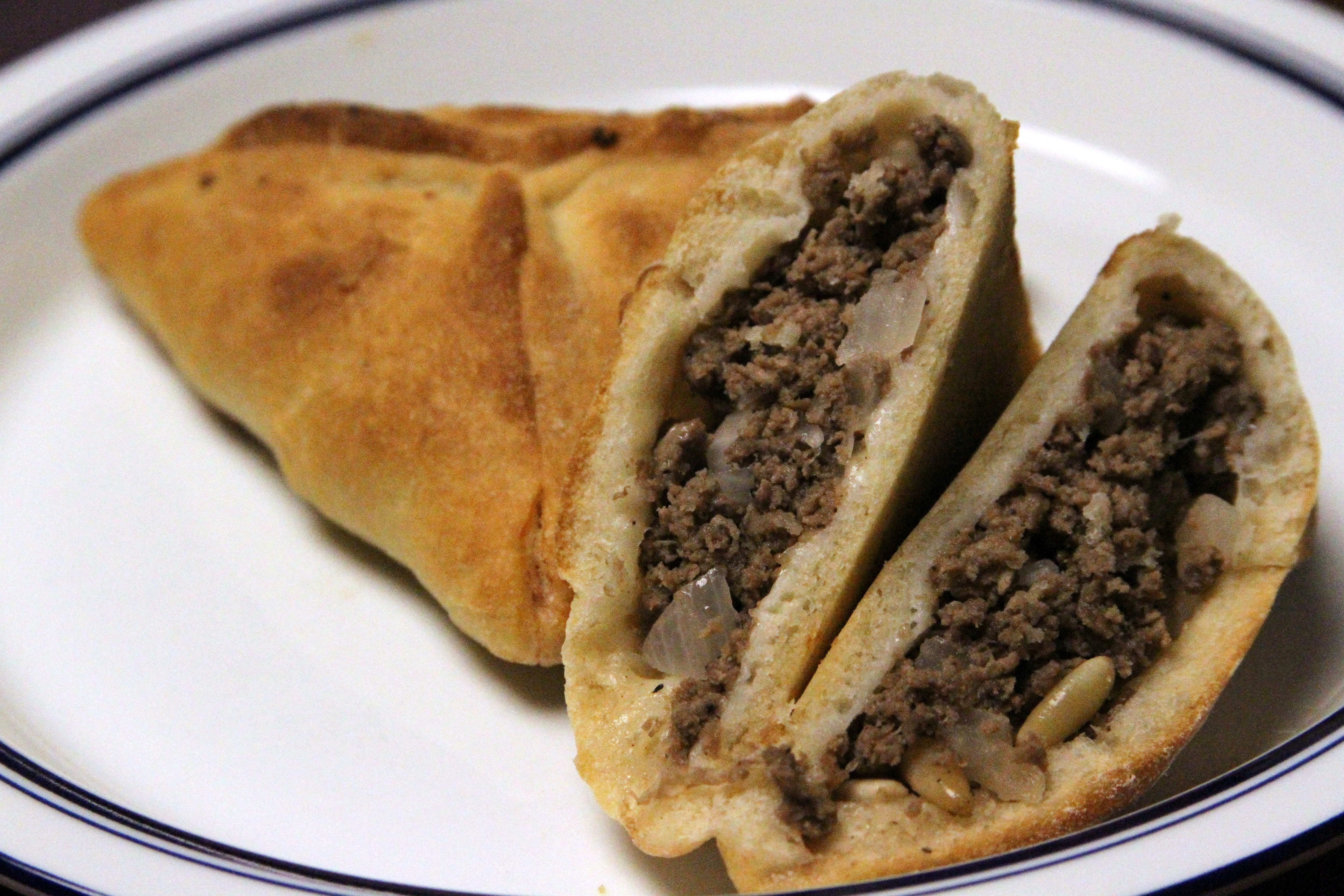
Faṭāʾir

Le Faṭāʾir o Fitiir (in arabo ﻓﻄﺎئر‎?, lett. "cialde") sono focacce di carne che possono essere farcite o con spinaci (sabāniq) o con formaggio morbido o "bianco" (jibna o jibna beyḍa). 
Fa parte della cucina araba e viene per lo più mangiata in Turchia e in tutti i paesi del Vicino oriente già dominati dall'Impero ottomano: Siria, Egitto, Libano, Palestina, Giordania e da altri Paesi della regione.